# Státní filharmonie Košice

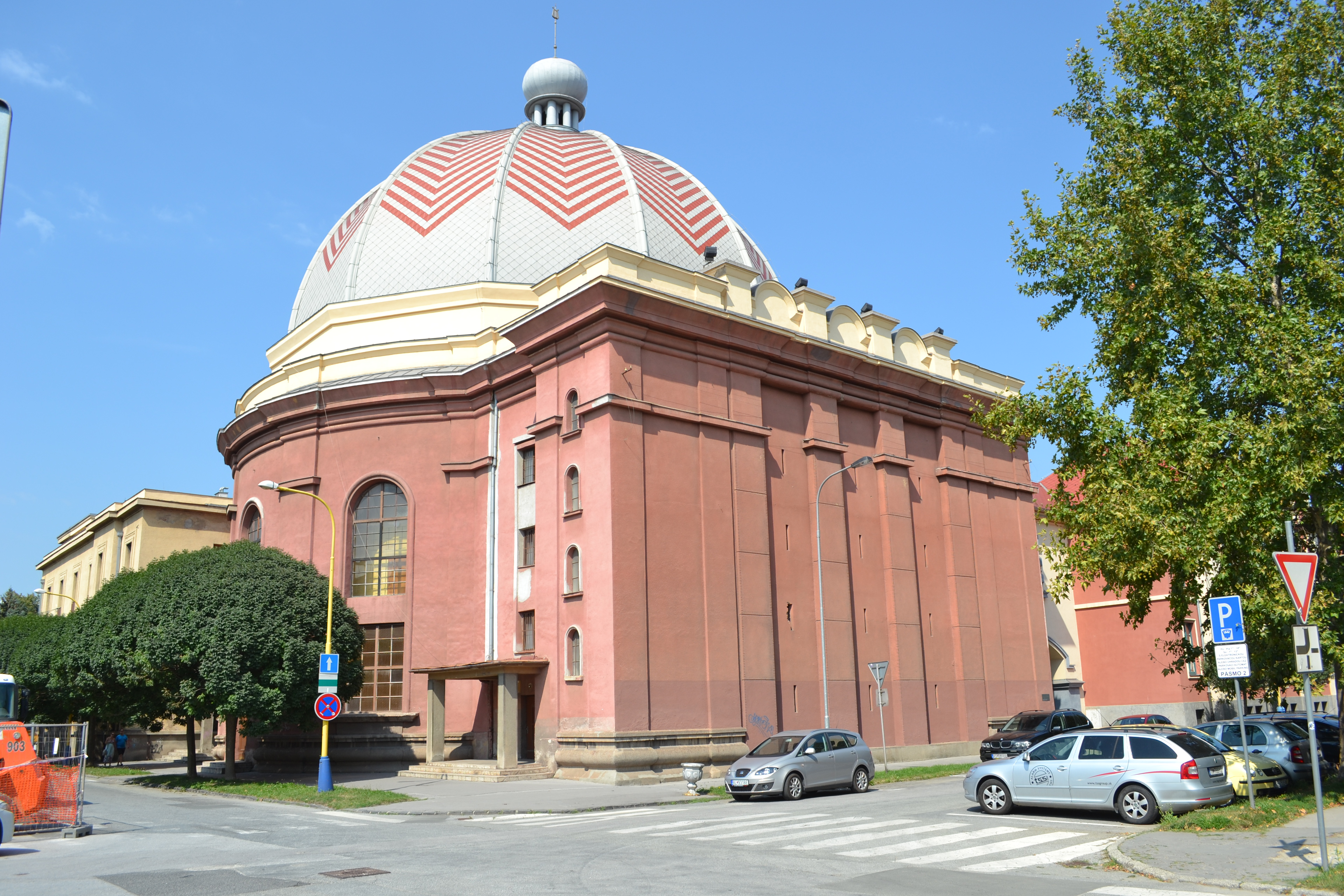
Dům umění v Košicích

Státní filharmonie Košice (SFK) je druhý profesionální symfonický orchestr na Slovensku.

## Historie
Košická státní filharmonie byla založena v roce 1968. První koncert nově vzniklého tělesa se uskutečnil v dubnu 1969 pod vedením tehdejšího šéfdirigenta Bystríka Režuchy. V krátkém čase SFK dosáhla uznání odborníků i veřejnosti a stala se jedním z předních reprezentantů slovenského interpretačního umění doma i v zahraničí. Téměř 90 členů orchestru tvoří profesionální hudebníci - absolventi konzervatoří a známých hudebních škol. SFK zaznamenala výrazné úspěchy na koncertních pódiích mnoha evropských zemí, ale i ve významných městech Asie. Koncertovala na mezinárodních hudebních festivalech. V roce 1994 absolvovala téměř měsíční turné po USA, kde se představila jako první slovenský symfonický orchestr na americkém kontinentu.

## Současnost
SFK prezentuje své umění kromě aktivní koncertní činnosti prostřednictvím nahrávek pro rozhlas, televizní a gramofonové společnosti (více než 130 CD). Nahrávky edice Naxos, Marco Polo a jiné, představují často unikáty – první nahrávky ojediněle slýchaných děl L. Spohr, J. Raffa, A. Rubinsteina, W. Furtwängler, E. Waldteufela, F. von Supp. Spolu s kompletem orchestrálních skladeb J. Strausse ml. a dalšími nahrávkami se výrazně prosazuje na zahraničních trzích. Orchestr spolupracoval s mnoha světoznámými umělci: Igor Oistrach, Gidon Kremer, Dietrich Fischer-Dieskau, Ivan Moravec, Josef Suk, Sergej Kopčák, Peter Mikuláš, Peter Dvorský, Viktor Fedotov, Valerij Gergiev, Emin Chačaturjan, Natan Rachlin, Thomas Sanderling, Alexander Rahbari, Tadeusz Strugala, Jiří Bělohlávek, Libor Pešek, Václav Smetáček, Ľudovít Rajter, Ladislav Slovák, Ondrej Lenárd, Bystrík Režucha a další. V květnu 1998 SFK vystoupila na velkolepém koncertě s Lucianem Pavarottim. Repertoárové spektrum orchestru obsahuje všechna frekventovaná díla od baroka po hudbu 21. století.
Od roku 1991 je Státní filharmonie Košice, jako jediný orchestr na Slovensku, hlavním organizátorem dvou mezinárodních festivalů - Košická hudobna jar a Medzinárodný organový festival a od roku 2003 i Festivalu súčasného umenia.